# توع حديث
التوعي الحديث أو تكون الأوعية الدموية الجديدة (بالإنجليزية: Neovascularization)‏ هو تكوينٌ طبيعيٌ لأوعيةٍ دمويةٍ جديدة، وعادة ما تكون في هيئة شبكات من الأوعية الدموية الوظيفية، قادرة على التروية عن طريق خلايا الدم الحمراء، والتي تتشكل لتكون بمثابة دوران رادف استجابة لنقص التروية الموضعي أو الإقفار.
عوامل النمو التي تثبط هذا التوعى الحديث تتضمن العوامل التي تؤثر على نمو الخلايا المبطنة للأوعية الدموية واختلافها.
هذه العوامل تعمل بطريقة تأشير نظير صماوي أو autocrine تتضمن هذه العوامل، عامل نمو الخلايا الليفية، عامل نمو المشيمة، عامل النمو مثل الإنسولين، عامل نمو خلايا الكبد، عامل نمو الخلايا المبطنة للأوعية الدموية المشتق من الصفيحات.
يوجد تلاثة طرق مختلفة تتضمن وجود التوعى الحديث.

## طرق التوعي الحديث

### تكوين الأوعية الدموية
هو تصنيع اوعية دموية جديدة. يحدث في الأساس أثناء مرحلة تكوين الجنين أثناء تكوين الضفيرة الوعائية البدائية الأولي، ويمكن أن تحدث أيضاً في التوعي الحديث بعد الولادة ولكن هذا يحدث بنسبة ضئيلة.
التوعى الحديث الجنيني يحدث عندما تبدأ سلائف الخلايا البطانية في الانتشار وتهاجر إلى أماكن أخرى بدون اوعية دموية. وهناك يمكنها أن تتجمع لتكون شبكة أولية من الأوعية الدموية المميزة للجنين.
هذه الشبكة الأولية من الأوعية الدموية ضرورية ولازمة للجنين حيث توفر الدم للخلايا، وتمده بالأكسجين والعناصر الغذائية، وتزيل النفايات الآيضية.

### تولد الأوعية
يعد أشهر أنواع التوعى الحديث في البناء والنمو، ويوجد أيضاً بطريقة فسيولوجية أو مرضية. في هذه الطريقة يتم تصنيع أوعية دموية جديدة من أوعية دموية موجودة مسبقاً. حيث تنبت شعيرات دموية جديدة من الأوردة الصغيرة الموجودة بعد الشعيرات الدموية، وهذا يتطلب تكافؤ دقيق للعديد من المراحل ومشاركة واتصال بين العديد من الخلايا.
وهذه العملية المعقدة حدثت نتيجة لافتقار الأنسجة للأكسجين، حيث يتم إفراز عوامل مولدة للأوعية الدموية مثل عامل النمو البطاني الوعائي، hif1 وهذا يؤدي إلى توسع الأوعية الدموية وزيادة نفاذيتها، مما يؤدي إلى تولد الأوعية الدموية بالإنبات، أو intusssusceptive

### تكوين الشرايين
هي عمليه إعادة تشكيل لتدفق الدم الموجود مسبقاً في الوعاء الدموي لفتح مسار جديد من الشرايين. ويحدث هذا أيضاً بسبب أمراض قصور الأوعية الدموية أو زيادة استهلاك الأكسجين مثل التدريبات الرياضية.
تتم هذه العملية عن طريق عوامل غير مخصصة مثل shear stress وتدفق الدم.

## أمراض العين

### توعى حديث بالقرنية
تدخل الأوعية الدموية الجديدة من القرنية إلى الحوف. وهذا يحدث بسبب وجود خلل بين العوامل وعائية المنشأ وعوامل غير وعائية المنشأ وهذا لكي تحافظ على شفافية القرنية.
وهذه الأوعية الدموية غير الناضجة يمكن أن تؤدي إلى حدوث التهابات، وندوب، ونضح الدهون داخل أنسجة القرنية، وتقل شفافية القرنية، مما قد يؤثر على حدة النظر.
لمزيد من التفاصيل عن هذه الحالة، انظر توع حديث بالقرنية.
اعتلال الشبكية من الولادة المبكرة
تحدث في الأطفال الخدج، حيث تكون الأوعية الدموية بالشبكية غير كاملة النضوج، حيث يكتمل نضوجها أثناء المرحلة الجنينية. ولكن في هذا النوع يحدث خلل في عملية تكوين الأوعية الدمويه بالشبكية أثناء فترة الحياة الرحمية، مما يؤدي إلى حدوث تكاثر غير طبيعي في الأوعية الدموية بين الشبكية الوعائية والشبكية اللاوعائية. ونتيجة لتكاثر هذه الأوعية الدموية بطريقة عشوائية يمكن أن تغزو الخلط الزجاجي، مما قد يؤدي إلى حدوث نزيف أو انفصال بالشبكية في حديثي الولادة.
لمزيد من التفاصيل عن هذه الحالة، انظر اعتلال الشبكية عند الأطفال الخدج.

### اعتلال الشبكية السكري
يحدث هذا بسبب انسداد في الشعيرات الدموية بالشبكية، مما يؤدي إلى وجود مناطق تعاني من نقص التروية، وهذا بدوره يزيد من إفراز عوامل النمو وعائية المنشأ.
نقص التروية بالشبكية يحفز تكوين أوعية دموية جديدة من الأوردة الموجودة مسبقاً. ويعد هذا هو السبب الرئيسي للإصابة بفقدان البصر في العمال في منتصف العمر.
لمزيد من التفاصيل عن هذه الحالة، انظر اعتلال الشبكية السكري.

### تنكس بقعي مرتبط بالعمر
يعد هذا هو السبب الرئيسي لضعف البصر الشديد في الأشخاص فوق 65 عاماً، يوجد أنواع كثيرة ومنها التمكين البقعي الرطب، حيث يتميز هذا النوع بتكوين أوعية دموية جديدة تبدأ من المشيمية وتمتد إلى الفضاء تحت الشبكية.
لمزيد من التفاصيل عن هذه الحالة، انظر تنكس بقعي.

### توعى حديث مشيمائي
يحدث هذا في الطبقة الأعمق من المشيمية، ولكن هذا يمكن أن يؤدي إلى حدوث نوع من أنواع الزرق بالعين ويطلق عليه زرق الأوعية الدموية، وذلك نتيجة لانسداد مجرى الخلط المائي داخل العين العين بواسطة الأوعية الدموية الجديدة.

## التوعى الحديث والعلاج

### مرض القلب الإقفاري
تعد أمراض القلب والأوعية الدموية السبب الرئيسي للوفاة في العالم. وتحدث نتيجة ضيق أو انسداد في الشرايين التاجية، مما يؤدي إلى انخفاض في تروية أنسجة القلب. ولذلك تهدف الأبحاث المتقدمة في الفترة الحالية إلى تحفيز وجود أوعية دموية صحية لأنسجة القلب المفتقرة للدم.
لمزيد من التفاصيل عن هذه الحالة، انظر مرض القلب التاجي.